# Beryx splendens
Beryx splendens é uma espécie de peixe pertencente à família Berycidae.
A autoridade científica da espécie é Lowe, tendo sido descrita no ano de 1834.
Conhecido nos Açores pelo nome comum de alfonsim, é uma espécie de peixe batial do género Beryx de distribuição cosmopolita, ocorrendo em todos os oceanos entre os 25 e os 1 300 m de profundidade. Com um comprimento entre 30 e 70 cm, é objecto de uma importante pescaria e atinge preços elevados. A sua carne é conhecida por kinmedai (金目鯛) na cozinha japonesa, em especial em preparações de sushi.

## Portugal
Encontra-se presente em Portugal, onde é uma espécie nativa.
Os seus nomes comuns são imperador-costa-estreita ou imperador-de-costa-estreita.

## Descrição
Trata-se de uma espécie marinha. Atinge os 56,7 cm de comprimento à furca nos indivíduos do sexo feminino.